# JAXR
Java API for XML Registries (JAXR) define una API estándar para las aplicaciones de la plataforma Java para acceder e interactuar programáticamente con diversos tipos de registros de metadatos. La API de JAXR se desarrolló bajo el Java Community Process como JSR 93.
JAXR proporciona una API de Java uniforme y estándar para acceder a diferentes tipos de registros de metadatos basados en XML. Las implementaciones actuales de JAXR soportan ebXML Registry versión 2.0 y UDDI versión 2.0. Más tipos de registros podrían ser definidos en el futuro. JAXR proporciona una API para que los clientes interactúen con registros XML y una interfaz de proveedor de servicios (SPI) para los proveedores de registros para que puedan conectar sus implementaciones de registro. La API de JAXR aísla el código de la aplicación del mecanismo de registro subyacente. Al escribir un cliente basado en JAXR para navegar o llenar un registro, el código no tiene que cambiar si el registro cambia, por ejemplo, de UDDI a ebXML.